# Гајоле ин Кјанти
Гајоле ин Кјанти (итал. Gaiole in Chianti) је насеље у Италији у округу Сијена, региону Тоскана.
Према процени из 2011. у насељу је живело 1122 становника. Насеље се налази на надморској висини од 351 м.

## Становништво
| 1936. | 1951. | 1961. | 1971. | 1981. | 1991. | 2001. | 2011. |
| ----- | ----- | ----- | ----- | ----- | ----- | ----- | ----- |
| 5.777 | 5.437 | 3.978 | 2.894 | 2.577 | 2.309 | 2.386 | 2.758 |